# Ulebsechel-Inseln
Die Ulebsechel-Inseln sind eine Inselgruppe der westpazifischen Inselrepublik Palau. Sie liegen im äußersten Nordosten der Chelbacheb-Inseln (Rock Islands), direkt südlich der Insel Koror bzw. südöstlich der Insel Malakal. Die Inseln grenzen südwestlich an die Urukthapel-Inseln.
Die Gruppe besteht aus etwa 20 dicht bewaldeten Inseln, deren mit Abstand größte die gleichnamige Hauptinsel Ulebsechel ist. Keine der Inseln der Gruppe ist permanent bewohnt.